# 田村芳朗
田村 芳朗（たむら よしろう、1921年4月11日 - 1989年3月20日）は、日本の仏教学者・法華宗僧侶。東京大学名誉教授。千葉県長生郡長生村の浄教寺住職を務めた。東京大学文学部インド哲学仏教学研究室「日本仏教思想講座」を設けた。

## 経歴
出生から修学期
1921年、大阪府大阪市に生まれた。1943年に第三高等学校を卒業し、東京帝国大学文学部梵文学印度哲学科に入学。同年12月に学徒出陣で応召入隊。
1946年に復学。1949年、東京大学文学部印度哲学科を卒業した。同大学大学院(旧制)に進み、1954年に修了。
仏教学者として
1956年、東洋大学文学部助教授に就いた。1962年、学位論文『鎌倉新仏教の研究：日蓮思想の周辺』を東洋大学に提出して文学博士号を取得。1965年に教授昇格。1970年から1971年までは文学部長を務めた。1972年、東京大学文学部教授に転じた。1982年に定年退官し名誉教授となった。同年4月より立正大学仏教学部教授に就いたが、在任中に没した。

## 受賞・栄典
- 1986年：紫綬褒章を受章。

## 研究内容・業績
専門は仏教思想史で、中世日本の仏教思想。本覚思想研究（中世仏教史の主軸だった教義）や、日本仏教史での法華経研究（とりわけ日蓮）の第一人者であった。『法華経』（中公新書）のまえがきで、在学中に学徒出陣により戦場を『法華経』のみを携え、激戦を渡った事が原点であったと回想している。『岩波仏教辞典』(1989年)では編集委員を務め、同書は没後に刊行された。
指導学生
- 末木文美士（『岩波仏教辞典』第2・3版を担当）

## 著作一覧
著書
- 『鎌倉新仏教思想の研究』平楽寺書店 1965
- 『人間性の発見 涅槃経』(現代人の仏教 7) 筑摩書房 1966、新装版 1975
- 『予言者の仏教：立正安国論 日蓮』(日本の仏教 13) 筑摩書房 1967
- 『法華経：真理・生命・実践』中公新書 1969／新装版 中公文庫 2002
- 『日本仏教史入門』角川書店(角川選書) 1969
- 『伝統の再発見：仏教の文化観』(人生と仏教 9) 佼成出版社 1970
- 『日蓮：殉教の如来使』日本放送出版協会(NHKブックス) 1975
  - 新訂版 吉川弘文館(読みなおす日本史) 2015[4]
- 『仏教を語る』(宗教 語るシリーズ 3) 日新出版 1982[5]
- 『日蓮聖人と法華経』(法華シリーズ 8) 東方出版 2001[6]

著作集
- 『田村芳朗仏教学論集』全2巻、春秋社

1. 『本覚思想論』1990
2. 『日本仏教論』1991

編書・共著
- 『天台本覚論』 多田厚隆[7]・大久保良順・浅井圓道と校注・解説
「日本思想大系 9」、岩波書店 1973
新装版「原典日本仏教の思想 続2」1995
- 『日蓮集』(日本の思想 4) 編著、浅井圓道・勝呂信静訳注、筑摩書房 1969
新装版『日蓮：日本の仏教思想』1986[8]
- 『講座 日蓮』(全5巻) 坂本日深監修、宮崎英修共編、春秋社、1972-1973

1. 『日蓮と法華経』
2. 『日蓮の生涯と思想』
3. 『日蓮信仰の歴史』
4. 『日本近代と日蓮主義』
5. 『日蓮語録』

- 『日本仏教のこころ：入門日本仏教思想史』田村圓澄共編、有斐閣選書 1977
- 『神と仏：源流をさぐる』(仏教思想史 1) 平楽寺書店 1979[9]
- 『生き死にの道をさぐる：日本仏教の生死観』有斐閣選書 1980
- 『仏教内部における対論：日本』(仏教思想史 5) 平楽寺書店 1983
- 『日本における生と死の思想：日本人の精神史入門』源了圓共編、有斐閣選書 1997
- 『法華経を生きる』渡辺宝陽共編、講談社 1984
- 『日蓮と法華経信仰』読売新聞社(よみうりカラームックシリーズ) 1985
- 『思想読本 日蓮』法蔵館 1987
- 『天台神道』(神道大系 論説編 3・4) 末木ほかと共編、神道大系編纂会 1990-1993
- 『法華思想』(講座大乗仏教 4) 春秋社 1983、新装版 1996
- 『絶対の真理：天台』(仏教の思想 5) 梅原猛共著、角川書店 1970
  - 改訂版　角川文庫ソフィア 1996 - 角川ソフィア文庫で再版
- 『智顗 人物中国の仏教』新田雅章[10]共著、大蔵出版　1982[11]、新装版 1996
- 『法華経　佛典講座』上下[12]、藤井教公[13]訳著、大蔵出版 1988-1992、新装版 2001
- 『仏教入門 読書マップ』金岡秀友・柳田聖山と鼎談、筑摩書房 1981

論文
- CiNii>田村芳朗
- INBUDS>田村芳朗

記念論集
- 『田村芳朗博士還暦記念論集 仏教教理の研究』（春秋社 1982年）- 自身の論考と年譜・著作目録を記載